# Simoma grahami
Simoma grahami là một loài ruồi trong họ Tachinidae.